# Tresviri rei publicae constituendae

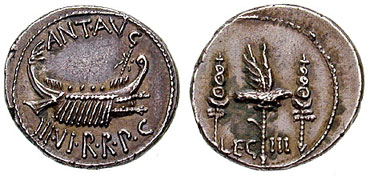
Een denarius van Marcus Antonius met aan de voorzijde de legende: ANT•AV III•VIR•R•P•C

Tresviri of Triumviri Rei Publicae Constituendae Consulari Potestate ("Driemannen met consulair gezag voor het inrichten van de staat"), afgekort als III VIR RPC, was de officiële wettelijke benaming voor het tweede triumviraat van Octavianus, Antonius en Lepidus in 43 v.Chr.
Door een wetsvoorstel van de tribunus plebis Publius Titius werd aan de drie deze titel toegekend, die hen vrijwel onbeperkte macht verleende, zodat er feitelijk een drievoudige dictatuur was ontstaan. Zij verkregen de titel voor een periode van vijf jaar, dewelke in 38 v.Chr. met nog eens vijf jaar verlengd werd.
Het verschil met het eerste triumviraat (van Caesar, Pompeius en Crassus) was dat dit nooit door een wet bekrachtigd was, en dus theoretisch nooit echt had bestaan.